# Von Hertzen Brothers
Von Hertzen Brothers är en finländsk grupp, som består av tre bröder, och som spelar klassisk/progressivbetonad/episk rockmusik. Gruppens medlemmar har spelat i flera välkända finländska rock-band. Gitarrist-vokalisten Kie von Hertzen har spelat i Don Huonot, vokalist-gitarristen Mikko von Hertzen i Egotrippi och i Lemonator, och basist-vokalisten Jonne von Hertzen i Cosmos Tango och i Jonna Tervomaas band. Numera hör även trummisen Mikko Kaakkuriniemi och keyboardisten Juha Kuoppala permanent till gruppen. 
Brödernas far, Hasse von Hertzen spelade gitarr i bandet The Roosters (grundat 1964), och farbror Lasse von Hertzen spelade med i The Roosters och i ensemblen Cumulus.
Von Hertzen Brothers utgav sitt första full-length-album Experience år 2001, där de flesta instrumenten spelades av bröderna själva. Mikko spelade trummor, och sjöng de flesta leadvokalistdelarna. Albumet utgavs av ett indieförlag, Zen Garden.
På våren 2006 utgav bandet sitt andra album, Approach, med Sami Kuoppamäki på trummor. Albumet sålde guld i Finland och vann årets ”Emma-pris” för Årets Bästa Rockalbum vid Emma.galan, som är skivindustrins främsta årliga prisutdelningstillfälle i Finland. Albumets singlar fick mycket spelningstid på finländska radiostationer, och speciellt ”Let Thy Will Be Done”, ”Kiss A Wish” och ”Disciple Of The Sun” blev bandets första hitlåtar.
Den 14 maj 2008 utgav bandet sitt tredje album, Love Remains The Same, som omedelbart nådde första plats på den finländska nationella försäljningslistan. Albumet höll sig på första plats tre veckor i rad, och hade sålt guld inom två månader. Inspelningarna gjordes i Dynasty Studios i Helsingfors, och en videodagbok över inspelningarna finns tillgänglig på YouTube. Utgivningen följdes av en massiv turné i Finland och med spelningar i Danmark, Japan och Nederländerna. 
År 2011 gjorde ett licensavtal mellan bandets eget förlag, Doing Being Music, och Universal Music, och efter en paus på tre år utgav bandet sitt fjärde full-length-album, Stars Aligned. Albumet producerades i samarbete med James Spectrum, som är känd för sitt project Pepe Deluxé. Albumet klev direkt till första platsen på landets försäljningslista, och sålde sedermera guld. Genom avtalet med Universal blev albumet det första VHB-albumet som utgavs och distribuerades internationellt. Följaktligen började bandet turnera utomlands. De första turnéerna tog bandet till Östeuropa och Skandinavien, där man supportade band såsom Pain Of Salvation och Opeth. Stars Aligned fick ett speciellt varmt mottagande i Storbritannien, och bandet har spelat där ofta sedan dess. Nämnvärda supportspelningar omfattar sådana tillsammans med Foo Fighters, 30 Seconds To Mars, Neil Young, och ZZ Top. I september 2011 under Helsingfors Festspel gjorde bandet tillsammans med Rubik ett unikt slutsålt framträdande, ”A Night At The Huvila” med Queen-musik.
I mars 2013 utgav bröderna sitt femte album, kallat ”Nine Lives”. Detta var för första gången ett finländskt band ”streamade” skivutgivningen samtidigt över hela världen i realtid genom YouTube. Skivan klev direkt upp till andra plats på den nationella skivförsäljningslistan och till 31. plats på Storbritanniens ”Rock Album Chart”. Albumet nominerades som kandidat i kategorin ”The Best Rock Album Of The Year”  i Classic Rock Magazine. Albumets första single, “Flowers And Rust”,  vann titeln “Anthem of The Year” vid tillställningen Progressive Rock Awards i London i september 2013. De två andra singlarna, “Insomniac” och ”Coming Home”, fick anmärkningsvärt mycket speltid i brittiska och finländska rockradiostationer. Skivomslaget är designat av artisten Samuli Heimonen. Där avbildas nio tigerhuvud.
Som en följd av omslagets tema gavs bröderna ”gudfars-status” i projektet ALTA (Amur Leopard and Tiger Alliance) för sin insats i skyddandet och bevarandet av Amurtigerns levnadsförhållanden. 
Efter att ha turnerat i Finland och Storbritannien hela 2013 och början av 2014 började bröderna skriva nytt material. I maj 2014 beslöt man att det sjätte studioalbumet skulle inspelas i samarbete med GGGarth (Garth Richardson) i Vancouver, Kanada. GGGarth, som skulle producera och överse albumets inspelningar flög till Helsingfors i augusti för att delta i förproduktionen. Inspelningarna påbörjades den 1 september i Farm Studios (tidigare kända under namnet Little Mountain Studios) i Vancouver. Bandet tillbragte två månader i studion tillsammans med GGGarth och hand högra hand, Ben Kaplan, varefter albumet mixades av Juno Award-vinnaren Randy Staub i The Warehouse Studios i Vancouver. Albumets master-jobb gjordes av Ted Jensen vid Sterling Sound, NYC och det utges över hela världen av Spinefarm och Universal Records i mars 2015.

## Diskografi
Album:
- Experience (2001, återutgiven 2006)
- Approach (2006)
- Love Remains the Same (2008)
- Stars Aligned (2011)
- The Best Of (2011)
- Nine Lives (2013)
- New Day Rising (2015)
- War is Over (2017)
- Red Alert in the Blue Forest (2022)
- In Murmuration (2024)

Singlar:
- "Immortal Life"
- "Devil of a Girl"
- "Let Thy Will Be Done" (promo)
- "Kiss a Wish"
- "In Your Arms" (promo)
- "Disciple of the Sun" (promo)
- "In the End" (promo)
- "Freedom Fighter" (promo)
- "Faded Photographs" (promo)
- "Miracle"
- "Angel's Eyes"
- "Gloria"
- "Always Been Right"
- "Flowers and Rust"
- "Insomniac"
- "Coming Home"